# Стала Хінчина
Стала Хінчина — дійсна константа {\displaystyle K_{0}\approx 2{,}685452}, що дорівнює середньому геометричному елементів розкладу в ланцюговий дріб будь-якого з майже всіх дійсних чисел.
Сталу Хінчина назвали на честь О. Я. Хінчина, який знайшов і довів існування цієї сталої і формулу для неї 1935 року. Позначення {\displaystyle K_{0}} або {\displaystyle K} відповідає першій букві транслітерації прізвища «Хінчин» в європейських мовах.

## Визначення
Для майже будь-якого дійсного числа {\displaystyle x} елементи {\displaystyle a_{i}} його розкладу в ланцюговий дріб мають скінченне середнє геометричне, яке не залежить від {\displaystyle x}. Ця величина і називається сталою Хінчина.
Іншими словами, якщо
{\displaystyle x=a_{0}+{\cfrac {1}{a_{1}+{\cfrac {1}{a_{2}+{\cfrac {1}{a_{3}+{\cfrac {1}{\ddots }}}}}}}}\;} ,
де {\displaystyle a_{0}} ціле, а решта {\displaystyle a_{i}} натуральні, то для майже всіх {\displaystyle x} виконується
{\displaystyle \lim _{n\rightarrow \infty }\left(a_{1}a_{2}...a_{n}\right)^{1/n}=K_{0}=2{,}6854520010\ldots } (послідовність A002210 з Онлайн енциклопедії послідовностей цілих чисел, OEIS).
При цьому сталу Хінчина {\displaystyle K_{0}} можна виразити у вигляді нескінченного добутку
{\displaystyle K_{0}=\prod _{r=1}^{\infty }{\left(1+{1 \over r(r+2)}\right)}^{\log _{2}r}} .

## Значимість
Розклад у ланцюговий дріб будь-якого дійсного числа — це послідовність натуральних чисел, і будь-яка послідовність натуральних чисел є розкладом у ланцюговий дріб якогось дійсного числа, що лежить між 0 і 1. Проте, якщо будь-яким чином випадково вибирати елементи послідовності натуральних чисел, то середнє геометричне елементів, взагалі кажучи, зовсім не обов'язково буде однаковим для всіх або майже всіх одержуваних послідовностей. Тому існування сталої Хінчина — та обставина, що середнє геометричне елементів розкладу в ланцюговий дріб виявляється однаковим для багатьох дійсних чисел, — це фундаментальне твердження про дійсні числа та їх розклади в ланцюговий дріб, витончений і глибокий результат, один з найбільш вражаючих фактів у математиці.

## Схема доведення
Тут наводиться доведення існування сталої Хінчина і формули для неї, що належить Чеславу Риль-Нарджевському, яке простіше від доведення Хінчина, який не використовував ергодичної теорії.
Оскільки перший елемент {\displaystyle a_{0}} розкладу числа {\displaystyle x} у ланцюговий дріб не має ніякого значення у твердженні, що доводиться, і оскільки міра Лебега раціональних чисел дорівнює нулю, то ми можемо обмежитися розглядом ірраціональних чисел на відрізку {\displaystyle (0,1)}, Тобто множиною {\displaystyle I=[0,1]\setminus \mathbb {Q} }. Ці числа мають взаємно-однозначну відповідність з ланцюговими дробами вигляду {\displaystyle [0;a_{1},a_{2},a_{3}\ldots ]}. Введемо відображення Гаусса {\displaystyle T\colon I\to I} :
{\displaystyle T([0;a_{1},a_{2},\ldots ])=[0;a_{2},a_{3},\ldots ]} .
Для кожної борелівської підмножини {\displaystyle E} множини {\displaystyle I} також визначимо міру Гаусса — Кузьміна:
{\displaystyle \mu (E)={\frac {1}{\ln 2}}\int _{E}{\frac {dx}{1+x}}} .
тоді {\displaystyle \mu } — імовірнісна міра на сигма-алгебрі борелівських підмножин {\displaystyle I}. Міра {\displaystyle \mu } еквівалентна мірі Лебега на {\displaystyle I}, але володіє додатковою властивістю: перетворення {\displaystyle T} зберігає міру {\displaystyle \mu }. Більше того, можна показати, що {\displaystyle T} — ергодичне перетворення вимірюваного простору {\displaystyle I}, забезпеченого мірою {\displaystyle \mu } (це найскладніший момент у доведенні). Тоді ергодична теорема каже, що для будь-якої {\displaystyle \mu } -інтегровної функції {\displaystyle f} на {\displaystyle I} середнє значення {\displaystyle f\left(T^{k}x\right)} — однакове майже для всіх {\displaystyle x}:
{\displaystyle \lim _{n\to \infty }{\frac {1}{n}}\sum _{k=0}^{n-1}(f\circ T^{k})(x)=\int _{I}f\,d\mu } для майже всіх {\displaystyle x\in I} за мірою {\displaystyle \mu }.
Вибираючи функцію {\displaystyle f([0;a_{1},a_{2},\ldots ])=\ln a_{1}}, отримуємо:
{\displaystyle \lim _{n\to \infty }{\frac {1}{n}}\sum _{k=1}^{n}\ln(a_{k})=\int _{I}f\,d\mu =\sum _{r=1}^{\infty }\ln r{\frac {\ln {\bigl (}1+{\frac {1}{r(r+2)}}{\bigr )}}{\ln 2}}}
для майже всіх {\displaystyle [0;a_{1},a_{2},\ldots ]} з {\displaystyle I}.
Беручи експоненту від обох частин рівності, отримуємо зліва середнє геометричне перших {\displaystyle n} елементів ланцюгового дробу при {\displaystyle n\to \infty }, а праворуч — постійну Хінчина.

## Розкладання в ряд
Постійна Хінчина може бути подана у вигляді ряду:
{\displaystyle \ln K_{0}={\frac {1}{\ln 2}}\sum _{n=1}^{\infty }{\frac {\zeta (2n)-1}{n}}\sum _{k=1}^{2n-1}{\frac {(-1)^{k+1}}{k}}} ,
або, розділяючи члени ряду,
{\displaystyle \ln K_{0}={\frac {1}{\ln 2}}\left[-\sum _{k=2}^{N}\ln \left({\frac {k-1}{k}}\right)\ln \left({\frac {k+1}{k}}\right)+\sum _{n=1}^{\infty }{\frac {\zeta (2n,N+1)}{n}}\sum _{k=1}^{2n-1}{\frac {(-1)^{k+1}}{k}}\right]} ,
де {\displaystyle N} — деяке фіксоване ціле число, {\displaystyle \zeta (s,q)} — дзета-функція Гурвіца. Обидва ряди швидко збігаються, тому що {\displaystyle \zeta (n)-1} швидко наближається до нуля зі зростанням {\displaystyle n}. Можна також дати розклад через дилогарифм:
{\displaystyle \ln K_{0}=\ln 2+{\frac {1}{\ln 2}}\left[\mathrm {Li} _{2}\left({\frac {-1}{2}}\right)+{\frac {1}{2}}\sum _{k=2}^{\infty }(-1)^{k}\mathrm {Li} _{2}\left({\frac {4}{k^{2}}}\right)\right]} .

## Середнє геометричне елементів розкладу в ланцюговий дріб різних чисел

Середні геометричні від перших елементів розкладу в ланцюговий дріб різних чисел залежно від. Зелений графік відповідає числу — схоже, що він збігається до сталої Хінчина, але це не доведено. Жовтий графік відповідає описаному в тексті числу, спеціально побудованому так, щоб графік сходився до сталої Хінчина. Червоний і синій графіки відповідають числу e і числу, Відповідно; вони не збігаються до сталої Хінчина.

Хоча середнє геометричне елементів розкладу в ланцюговий дріб дорівнює {\displaystyle K_{0}} для майже всіх чисел, але це не доведено практично для жодного конкретного числа {\displaystyle x}, крім тих, які спеціально сконструйовані так, щоб задовольняти цьому твердженню. Таке число можна побудувати, задаючи відразу елементи його розкладу в ланцюговий дріб, наприклад, так: будь-яке скінченне число елементів на початку ніяк не вплинуть на граничне значення середнього геометричного, тому їх можна взяти будь-якими (наприклад, можна взяти перші 60 елементів рівними 4); кожний наступний елемент береться рівним 2 або 3, залежно від того, більше чи менше від постійної Хінчина середнє геометричне всіх попередніх елементів. Для даного конкретного прикладу, проте, не виконується статистика Гаусса — Кузьміна.
До чисел {\displaystyle x}, про які відомо, що середнє геометричне елементів їх розкладу в ланцюговий дріб не може дорівнювати сталій Хінчина, відносяться раціональні числа, квадратичні ірраціональності (корені всіх квадратних рівнянь з цілими коефіцієнтами) і основа натурального логарифма {\displaystyle e}. Хоча раціональних чисел і квадратичних ірраціональностей нескінченно багато, але вони утворюють множину міри нуль, і тому їх не потрібно включати до «майже всіх» чисел з визначення сталої Хінчина.
Середнє геометричне елементів розкладу в ланцюговий дріб деяких чисел, схоже (виходячи з безпосередніх обчислень середніх для великих {\displaystyle n}), збігається до сталої Хінчина, хоча в жодному з цих випадків рівність в границі не доведена. Зокрема, до цих чисел відносяться число π, стала Ейлера — Маскероні, число {\displaystyle \sin 1}, {\displaystyle {\sqrt[{3}]{2}}}, сама стала Хінчина. Остання обставина дозволяє припустити, що стала Хінчина ірраціональна, але точно невідомо, чи є стала Хінчина раціональним, алгебраїчним чи трансцендентним числом.

## Середні степеневі
Можна розглядати сталу Хінчина як окремий випадок середнього степеневого елементів розкладу чисел у ланцюговий дріб. Для будь-якої послідовності {\displaystyle \{a_{n}\}} середнє степеня {\displaystyle p} дорівнює
{\displaystyle K_{p}=\lim _{n\to \infty }\left[{\frac {1}{n}}\sum _{k=1}^{n}a_{k}^{p}\right]^{1/p}} .
Якщо {\displaystyle \{a_{n}\}} — елементи розкладу числа {\displaystyle x} у ланцюговий дріб, то {\displaystyle K_{p}} для будь-якого {\displaystyle p<1} і майже всіх {\displaystyle x} задаються формулою
{\displaystyle K_{p}=\left[\sum _{k=1}^{\infty }-k^{p}\log _{2}\left(1-{\frac {1}{(k+1)^{2}}}\right)\right]^{1/p}} .
Вона отримується обчисленням відповідного степеневого середнього за статистикою Гаусса — Кузьміна і відповідає вибору функції {\displaystyle f([0;a_{1},a_{2},\ldots ])=a_{1}^{p}} у вищевикладеному доведенні. Можна показати, що значення {\displaystyle K_{0}} виходить в границі {\displaystyle p\to 0}.
Зокрема, можна отримати середнє гармонійне елементів розкладу в ланцюговий дріб. Це число дорівнює
{\displaystyle K_{-1}=1{,}74540566240\ldots } (послідовність A087491 з Онлайн енциклопедії послідовностей цілих чисел, OEIS)